# Hans Küng
Hans Küng (Sursee, 19 de março de 1928 – Tubinga, 6 de abril de 2021) foi um teólogo suíço, filósofo, professor de teologia.

## Biografia
Entre 1935 e 1948, frequentou escolas em Sursee e Lucerna, onde concluiu o ensino médio.
Entre 1948 e 1955 estudou filosofia e teologia 1951-1955 na Pontifícia Universidade Gregoriana, em Roma. Durante esse período, participou com grande interesse de um seminário sobre a salvação dos não-cristãos.
Em 1954, foi ordenado sacerdote.
Entre 1955 e 1957, estudou em Sorbonne e no Instituto Católico de Paris, onde foi premiado por sua tese doutoral sobre "Justificação: A doutrina de Karl Barth e uma reflexão católica".
Em 1960, Küng foi nomeado professor de teologia na Universidade Eberhard Karls em Tübingen, Alemanha, onde trabalharia até 1996.
Entre 1962 e 1965, trabalhou como perito para o Concílio Vaticano II.
Além de suas atividades de ensino em Tubinga, foi professor visitante:
- em 1968, no Union Theological Seminary. em Nova Iorque;
- em 1969, na Faculdade de Teologia da Universidade de Basileia;
- em 1981, na University of Chicago Divinity School;
- em 1983, na Universidade de Michigan;
- em 1985, na Universidade de Toronto; e
- em 1987 e em 1989, Universidade Rice, em Houston, Texas.

No final da década de 1960, Küng iniciou uma reflexão rejeitando o dogma da Infalibilidade Papal, publicada no livro Infallible? An Inquiry ("Infalibilidade? Um inquérito") em 18 de janeiro de 1970.
Em consequência disso, em 18 de dezembro de 1979 foi revogada a sua licença pela Igreja Católica Apostólica Romana de oficialmente ensinar teologia em nome dela, mas permaneceu como sacerdote e professor, a partir de 1979, de teologia ecumênica, em Tubinga até a sua aposentadoria em 1996.
Entre 1982 e 1983, foi presidente da Sociedade Teológica da Universidade de Edimburgo.
Em 26 de setembro de 2005 encontrou-se com o Papa Bento XVI, surpreendendo ao encontrarem-se para jantar e discutir teologia.
Küng defendeu o fim da obrigatoriedade do celibato clerical, maior participação laica e feminina na Igreja Católica, que, segundo sua interpretação, seria um retorno da teologia baseada na mensagem da Bíblia.
Em 2015, sofrendo do Mal de Parkinson, passou a considerar a hipótese de ser submetido a um suicídio assistido.
Küng morreu em 6 de abril de 2021, aos 93 anos de idade, em Tubinga.

## Obras publicadas
- Structures of the Church (1966) (ISBN 0824505085)
- Infallible? An Inquiry (1971) (ISBN 0385184832)
- Why Priests? (1972) (ISBN 0006430155)
- Christ sein (1974)
- On Being A Christian (1977) (ISBN 038519286X)
- Does God Exist? An Answer For Today (1980) (ISBN 08245-1119-0)
- Eternal Life? (1984) (ISBN 1592442099)
- Why I Am Still a Christian (Woran man sich halten kann) (1987) (ISBN 0567291340) (the title of the English translation echoing Russell's essay Why I Am Not a Christian)
- Paradigm Change in Theology (1989) (ISBN 0567094944)
- Reforming the Church Today. Keeping Hope Alive (1991) (ISBN 0567095789)
- The Church (1992) (ISBN 0860121992)
- Yes to a Global Ethic (1996) (ISBN 0334026334)
- A Global Ethic for Global Politics and Economics (1997) (ISBN 0334026865)
- Women in Christianity (2002) (ISBN 0826456863)
- Tracing the Way. Spiritual Dimensions of the World Religions (2002) (ISBN 0826456839)
- The Catholic Church. A Short History (2002) (ISBN 1842124943)
- Der Anfang aller Dinge. Naturwissenschaft und Religion ([2005) (ISBN 3492047874)

### Em português
- A Igreja tem  Salvação??? Paulus, 2012 ISBN 9788534933926;
- Islão: Passado, Presente e Futuro;[6]
- Freud e a questão da religião;[7]
- O Princípio de Todas as Coisas: Ciência e Religião;[8]
- Religiões Do Mundo;[9]
- A igreja católica;[10]
- Uma Boa Morte.[11]